# Verblijfsruimte
Een verblijfsruimte is een ruimte in een gebouw waarin de mensen verblijven of waarin activiteiten plaatsvinden volgens de gebruiksfunctie. Een verblijfsruimte maakt altijd deel uit van een verblijfsgebied.

## Woning
In woningen vallen de volgende ruimtes onder de noemer verblijfsruimte:
- Slaapkamer
- Woonkamer
- Keuken/eetkamer

## Nederlandse Bouwbesluit

### Voorschriften volgens het Nederlandse Bouwbesluit 2003
Er zijn een aantal voorschriften waaraan een verblijfsruimte moet voldoen. Volgens bouwbesluit 2003 zijn dat de volgende voorschriften, volgens onderstaande tabellen. Voor bestaande bouw gelden andere voorschriften dan voor nieuwbouw.

#### Nieuwbouw
Voor nieuwbouw gelden de volgende voorwaarden.
| Gebruiksfunctie             | Type | Minimaal aanwezige oppervlakte 1 | Oppervlakte (m²) | Minimale breedte (m) | Minimale hoogte (m) |
| --------------------------- | --- | -------------------------------- | ---------------- | -------------------- | ------------------- |
| Woonfunctie                 | Woonfunctie voor woonwagen | 4 m x 3 m                        | 4 m²             | 1,6 m                | 2,2 m               |
| Woonfunctie                 | Andere woonfunctie | 3,3 m x 3,3 m                    | 5 m²             | 1,8 m                | 2,6 m               |
| Bijeenkomstfunctie          | Bijeenkomstfunctie voor kinderopvang; ruimte voor slapen                                                                              | 10 m²                            | 5 m²             | 1,8 m                | 2,6 m               |
| Bijeenkomstfunctie          | Bijeenkomstfunctie voor kinderopvang; andere ruimte                                                                                   | 10 m²                            | 10 m²            | 1,8 m                | 2,6 m               |
| Bijeenkomstfunctie          | Bijeenkomstfunctie voor alcoholgebruik                                                                                                | 35 m²                            | 10 m²            | 1,8 m                | 2,6 m               |
| Bijeenkomstfunctie          | Andere bijeenkomstfunctie | 10 m²                            | 10 m²            | 1,8 m                | 2,6 m               |
| Celfunctie                  | Niet-gemeenschappelijke verblijfsruimte uitsluitend voor dagverblijf                                                                  | 4 m²                             | 4 m²             | 1,8 m                | 2,5 m               |
| Celfunctie                  | Niet-gemeenschappelijke verblijfsruimte voor dag- en nachtverblijf, met een toiletpot                                                 | 4 m²                             | 6 m²             | 1,8 m                | 2,5 m               |
| Celfunctie                  | Andere verblijfsruimte | 4 m²                             | 5 m²             | 1,8 m                | 2,5 m               |
| Gezondheidszorgfunctie      | Verblijfsruimte voor personen niet ouder dan vijf jaar                                                                                | 5 m²                             | 5 m²             | 1,8 m                | 2,6 m               |
| Gezondheidszorgfunctie      | Andere verblijfsruimte | 5 m²                             | 10 m²            | 1,8 m                | 2,6 m               |
| Industriefunctie            | - | 5 m²                             | 5 m²             | 1,8 m                | 2,6 m               |
| Kantoorfunctie              | - | 10 m²                            | 10 m²            | 1,8 m                | 2,6 m               |
| Logiesfunctie               | Logiesfunctie niet gelegen in een logiesgebouw; verblijfsruimte gelegen in een toegankelijkheidssector (niet gelegen in logiesgebouw) | 4 m²                             | 14 m²            | 3,2 m                | 2,6 m               |
| Logiesfunctie               | Logiesfunctie niet gelegen in een logiesgebouw; andere verblijfsruimte (niet gelegen in logiesgebouw)                                 | 4 m²                             | 4 m²             | 1,5 m                | 2,1 m               |
| Logiesfunctie               | Logiesfunctie gelegen in een logiesgebouw; verblijfsruimte gelegen in een toegankelijkheidssector (gelegen in logiesgebouw)           | 5 m²                             | 14 m²            | 3,2 m                | 2,6 m               |
| Logiesfunctie               | Logiesfunctie gelegen in een logiesgebouw; andere verblijfsruimte (gelegen in logiesgebouw)                                           | 5 m²                             | 5 m²             | 1,8 m                | 2,6 m               |
| Onderwijsfunctie            | - | 8 m²                             | 8 m²             | 1,8 m                | 2,6 m               |
| Sportfunctie                | Sportfunctie behorend tot een onderwijsfunctie; verblijfsruimte voor lichamelijke oefening                                            | 10 m²                            | 252 m²           | 1,8 m                | 5 m                 |
| Sportfunctie                | Sportfunctie behorend tot een onderwijsfunctie; andere verblijfsruimte                                                                | 10 m²                            | 10 m²            | 1,8 m                | 2,6 m               |
| Sportfunctie                | Andere sportfunctie | 10 m²                            | 10 m²            | 1,8 m                | 2,6 m               |
| Winkelfunctie               | Winkelfunctie voor het slijtersbedrijf                                                                                                | 15 m²                            | 15 m²            | 1,8 m                | 2,6 m               |
| Winkelfunctie               | Andere winkelfunctie | 10 m²                            | 10 m²            | 1,8 m                | 2,6 m               |
| Overige gebruiksfunctie     | Overige gebruiksfunctie voor het personenvervoer met een gebruiksoppervlakte van meer dan 50 m²                                       | 5 m²                             | 5 m²             | 1,8 m                | 2,6 m               |
| Overige gebruiksfunctie     | Andere overige gebruiksfunctie | -                                | -                | -                    | -                   |
| Bouwwerk geen gebouw zijnde | - | -                                | -                | -                    | -                   |

1= Elk verblijfsgebied moet minimaal één verblijfsruimte hebben die deze oppervlakte heeft

#### Bestaande bouw
Voor bestaande bouw gelden de volgende voorwaarden.
| Gebruiksfunctie             | Type                                                                                             | Minimaal aanwezige oppervlakte 1 | Minimale aanwezigheid breedte 1 | Oppervlakte (m²) | Minimale hoogte (m) |
| --------------------------- | ------------------------------------------------------------------------------------------------ | -------------------------------- | ------------------------------- | ---------------- | ------------------- |
| Woonfunctie                 | Woonfunctie voor woonwagen                                                                       | 9,4 m² 2                         | -                               | -                | 2,1 m               |
| Woonfunctie                 | Andere woonfunctie                                                                               | 14 m² 2 / 7,5 m²                 | 2,4 m                           | -                | 2,1 m               |
| Bijeenkomstfunctie          | Bijeenkomstfunctie voor kinderopvang; ruimte voor slapen                                         | -                                | -                               | 4 m²             | 2,1 m               |
| Bijeenkomstfunctie          | Bijeenkomstfunctie voor kinderopvang; andere ruimte                                              | -                                | -                               | 8 m²             | 2,1 m               |
| Bijeenkomstfunctie          | Bijeenkomstfunctie voor alcoholgebruik                                                           | 35 m²                            | 1,5 m                           | 10 m²            | 2,4 m               |
| Bijeenkomstfunctie          | Andere bijeenkomstfunctie                                                                        | -                                | -                               | 8 m²             | 2,1 m               |
| Celfunctie                  | Niet-gemeenschappelijke verblijfsruimte uitsluitend voor dagverblijf                             | -                                | -                               | 3 m²             | 2,1 m               |
| Celfunctie                  | Niet-gemeenschappelijke verblijfsruimte voor dag- en nachtverblijf, met een toiletpot            | -                                | -                               | 5 m²             | 2,1 m               |
| Celfunctie                  | Andere verblijfsruimte                                                                           | -                                | -                               | 4 m²             | 2,1 m               |
| Gezondheidszorgfunctie      | Verblijfsruimte voor personen niet ouder dan vijf jaar                                           | -                                | -                               | 5 m²             | 2,1 m               |
| Gezondheidszorgfunctie      | Andere verblijfsruimte                                                                           | -                                | -                               | 8 m²             | 2,1 m               |
| Industriefunctie            | -                                                                                                | -                                | -                               | 4 m²             | 2,1 m               |
| Kantoorfunctie              | -                                                                                                | -                                | -                               | 8 m²             | 2,1 m               |
| Logiesfunctie               | -                                                                                                | -                                | -                               | 4 m²             | 2,1 m               |
| Onderwijsfunctie            | -                                                                                                | -                                | -                               | 8 m²             | 2,1 m               |
| Sportfunctie                | -                                                                                                | -                                | -                               | 8 m²             | 2,1 m               |
| Winkelfunctie               | Winkelfunctie voor het slijtersbedrijf                                                           | -                                | -                               | 15 m²            | 2,1 m               |
| Winkelfunctie               | Andere winkelfunctie                                                                             | -                                | -                               | 8 m²             | 2,1 m               |
| Overige gebruiksfunctie     | Overige gebruiksfunctie voor het personenvervoer met een gebruiksoppervlakte van meer dan 100 m² | -                                | -                               | 4 m²             | 2,1 m               |
| Overige gebruiksfunctie     | Andere overige gebruiksfunctie                                                                   | -                                | -                               | -                | -                   |
| Bouwwerk geen gebouw zijnde | -                                                                                                | -                                | -                               | -                | -                   |

1= Elk verblijfsgebied moet minimaal één verblijfsruimte hebben die aan deze voorwaarden voldoen; 2= Een woonfunctie heeft een totale vloeroppervlakte aan verblijfsruimte van ten minste deze grenswaarde

### Voorschriften volgens het NederlandseBouwbesluit2012
Er zijn een aantal voorschriften waaraan een verblijfsruimte moet voldoen. Volgens bouwbesluit 2012 zijn dat de volgende voorschriften, volgens onderstaande tabellen. Voor bestaande bouw gelden andere voorschriften dan voor nieuwbouw. Een verschil tussen het bouwbesluit van 2003 en 2012 is dat een verblijfsgebied volgens bouwbesluit 2012 moet voldoen aan een minimale oppervlakte en volgens bouwbesluit 2003 moet een verblijfsgebied minimaal één verblijfsruimte bevatten die moet voldoen aan een minimale oppervlakte.

#### Nieuwbouw
Voor nieuwbouw gelden de volgende voorwaarden.
| Gebruiksfunctie             | Type                       | Minimaal aanwezige oppervlakte 1 | Minimale breedte | Minimale hoogte |
| --------------------------- | -------------------------- | -------------------------------- | ---------------- | --------------- |
| Woonfunctie                 | Woonfunctie voor woonwagen | 5 m²                             | 1,8 m            | 2,2 m           |
| Woonfunctie                 | Andere woonfunctie         | 5 m²                             | 1,8 m            | 2,6 m           |
| Bijeenkomstfunctie          | -                          | 5 m²                             | 1,8 m            | 2,6 m           |
| Celfunctie                  | -                          | 4 m²                             | 1,8 m            | 2,5 m           |
| Gezondheidszorgfunctie      | -                          | 5 m²                             | 1,8 m            | 2,6 m           |
| Industriefunctie            | -                          | -                                | -                | -               |
| Kantoorfunctie              | -                          | 5 m²                             | 1,8 m            | 2,6 m           |
| Logiesfunctie               | In een logiesgebouw        | 4 m²                             | 1,5 m            | 2,6 m           |
| Logiesfunctie               | Andere logiesfunctie       | 4 m²                             | 1,5 m            | 2,1 m           |
| Onderwijsfunctie            | -                          | 5 m²                             | 1,8 m            | 2,6 m           |
| Sportfunctie                | -                          | 5 m²                             | 1,8 m            | 2,6 m           |
| Winkelfunctie               | -                          | 5 m²                             | 1,8 m            | 2,6 m           |
| Overige gebruiksfunctie     | -                          | -                                | -                | -               |
| Bouwwerk geen gebouw zijnde | -                          | -                                | -                | -               |

1= Elk verblijfsgebied moet minimaal deze oppervlakte hebben

#### Bestaande bouw
Voor bestaande bouw gelden de volgende voorwaarden.
| Gebruiksfunctie             | Minimaal aanwezige oppervlakte 1 | Minimale aanwezigheid breedte 1 | Minimale hoogte |
| --------------------------- | -------------------------------- | ------------------------------- | --------------- |
| Woonfunctie                 | 7,5 m² 2                         | 2,4 m                           | 2,1 m           |
| Bijeenkomstfunctie          | -                                | -                               | 2,1 m           |
| Celfunctie                  | -                                | -                               | 2,1 m           |
| Gezondheidszorgfunctie      | -                                | -                               | 2,1 m           |
| Industriefunctie            | -                                | -                               | 2,1 m           |
| Kantoorfunctie              | -                                | -                               | 2,1 m           |
| Logiesfunctie               | -                                | -                               | 2,1 m           |
| Onderwijsfunctie            | -                                | -                               | 2,1 m           |
| Sportfunctie                | -                                | -                               | 2,1 m           |
| Winkelfunctie               | -                                | -                               | 2,1 m           |
| Overige gebruiksfunctie     | -                                | -                               | -               |
| Bouwwerk geen gebouw zijnde | -                                | -                               | -               |

1= Elk verblijfsgebied moet minimaal één verblijfsruimte hebben die aan deze voorwaarden voldoen; 2= Een woonfunctie heeft een minimale vloeroppervlakte aan niet gemeenschappelijke verblijfsgebied van 10 m²